# Erekle II.
Erekle II (gruzínsky: ერეკლე II), známý též pod latinským jménem Heraclius II., perským Erekli chán nebo ruským Iraklij II. (7. listopadu 1720 Telavi – 11. ledna 1798) byl panovníkem Kachetského království (1744–1762) a posléze Kartlijsko-kachetského království (1762–1798), jehož byl zakladatelem. 
Byl posledním významným panovníkem bagrationské dynastie. Na trůnu ho vystřídal jeho syn Giorgi XII., který byl však již jen bezmocnou postavou zmítanou okolnostmi a ambicemi velmocí. Erekle byl na jednu stranu ideálem panovníka starého rytířského střihu a obnovitelem velkého gruzínského státu, po několika staletích rozdrobenosti, jež následovaly po rozpadu středověkého Gruzínského království, na druhou stranu to byl on, kdo svým rozhodnutím podepsat Georgijevskou smlouvu o podřízení Ruské říši předpřipravil pohlcení gruzínského území Ruskem. Jeho podvolení se Rusku přitom nijak nezabránilo tomu, aby byla Gruzie zničena perskou invazí v roce 1795, která neměla ještě katastrofálnější následky jen díky smrti perského šáha Agá Muhammada Chána v roce 1797.
V Gruzii je tak dnes Erekle vnímán jako kontroverzní postava a je zde symbolem proruských a protizápadních sil. Ze stejných důvodů byl vždy vyzdvihován ruskou a sovětskou historiografií.